# Golasowice (gmina)

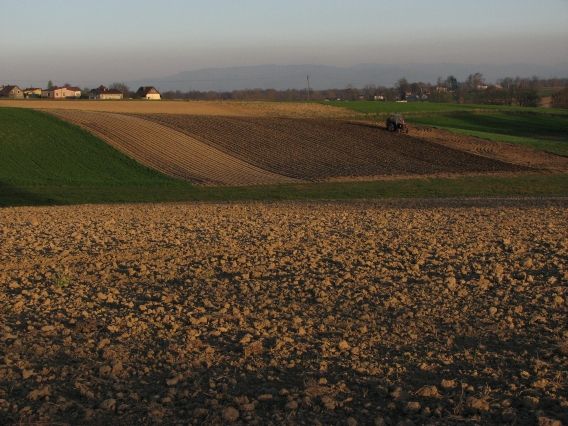
Bzie Zameckie

Golasowice – dawna gmina wiejska istniejąca w latach 1945–1954 w woj. śląskim, katowickim i stalinogrodzkim (dzisiejsze woj. śląskie). Siedzibą władz gminy były Golasowice.
Gmina zbiorowa Golasowice powstała w grudniu 1945 w powiecie pszczyńskim w woj. śląskim (śląsko-dąbrowskim).
Według stanu z 1 stycznia 1946 gmina składała się z 6 gromad: Golasowice, Bzie Dolne, Bzie Górne, Bzie Zameckie, Jarząbkowice i Pielgrzymowice. 6 lipca 1950 zmieniono nazwę woj. śląskiego na katowickie, a 9 marca 1953 kolejno na woj. stalinogrodzkie.
Według stanu z 1 lipca 1952 gmina składała się z 6 gromad: Bzie Dolne, Bzie Górne, Bzie Zameckie, Golasowice, Jarząbkowice i Pielgrzymowice. Gmina została zniesiona 29 września 1954 wraz z reformą wprowadzającą gromady w miejsce gmin. Jednostki nie przywrócono 1 stycznia 1973 wraz z kolejną reformą reaktywującą gminy. Obecnie obszar dawnej gminy wchodzi w skład gminy Pawłowice i Jastrzębia-Zdroju.